# Tashkent Open 2013
Tashkent Open 2013 - тенісний турнір, що проходив на відкритих кортах з твердим покриттям. Належав до категорії International в рамках Туру WTA 2013. Це був 15-й турнір Tashkent Open. Відбувся в Tashkent Tennis Center у Ташкенті (Узбекистан) з 7 до 14 вересня 2013 року.

## Учасниці основної сітки в одиночному розряді
| Країна    | Гравчиня           | Рейтинг1 | Сіяна |
| --------- | ------------------ | -------- | ----- |
| Сербія    | Бояна Йовановські2 | 58       | 1     |
| Україна   | Леся Цуренко       | 61       | 2     |
| Австрія   | Івонн Мейсбургер   | 64       | 3     |
| Хорватія  | Донна Векич        | 65       | 4     |
| Румунія   | Александра Каданцу | 73       | 5     |
| Румунія   | Ірина-Камелія Бегу | 74       | 6     |
| Казахстан | Галина Воскобоєва  | 77       | 7     |
| Казахстан | Ярослава Шведова   | 78       | 8     |

- 1 Рейтинг подано станом на 26 серпня 2013

### Інші учасниці
Нижче наведено учасниць, які отримали вайлдкард на участь в основній сітці:
- Нігіна Абдураїмова
- Аріна Фолц
- Сабіна Шаріпова

Нижче наведено гравчинь, які пробились в основну сітку через стадію кваліфікації:
- Тетяна Ареф'єва
- Бояна Йовановські
- Людмила Кіченок
- Катерина Козлова
- Одзакі Ріса
- Олександра Панова

### Знялись з турніру
До початку турніру
- Сє Шувей
- Карін Кнапп
- Уршуля Радванська

## Учасниці основної сітки в парному розряді

### Сіяні
| Країна     | Гравчиня      | Країна    | Гравчиня         | Рейтинг1 | Сіяна |
| ---------- | ------------- | --------- | ---------------- | -------- | ----- |
| Угорщина   | Тімеа Бабош   | Казахстан | Ярослава Шведова | 121      | 1     |
| Люксембург | Менді Мінелла | Білорусь  | Ольга Говорцова  | 138      | 2     |
| Чехія      | Ева Бірнерова | Грузія    | Ірина Бурячок    | 157      | 3     |
| Сербія     | Весна Долонц  | Румунія   | Ралука Олару     | 178      | 4     |

- 1 Рейтинг подано станом на 26 серпня 2013

### Інші учасниці
Нижче наведено пари, які отримали вайлдкард на участь в основній сітці:
- Аріна Фолц /  Гюзаль Юсупова
- Міхаела Гончова /  Сабіна Шаріпова

## Переможниці

### Одиночний розряд
- Бояна Йовановські —  Ольга Говорцова, 4–6, 7–5, 7–6(7–3)

### Парний розряд
- Тімеа Бабош /  Ярослава Шведова —  Ольга Говорцова /  Менді Мінелла, 6–3, 6–3